# Séra Martin
Pour les articles homonymes, voir Martin.
Séraphin Martin dit Séra Martin, né le 2 juillet 1906 à Nice et mort le 23 avril 1993 au Plessis-Bouchard (Val-d'Oise), est un athlète français, spécialiste des courses de demi-fond.

## Biographie

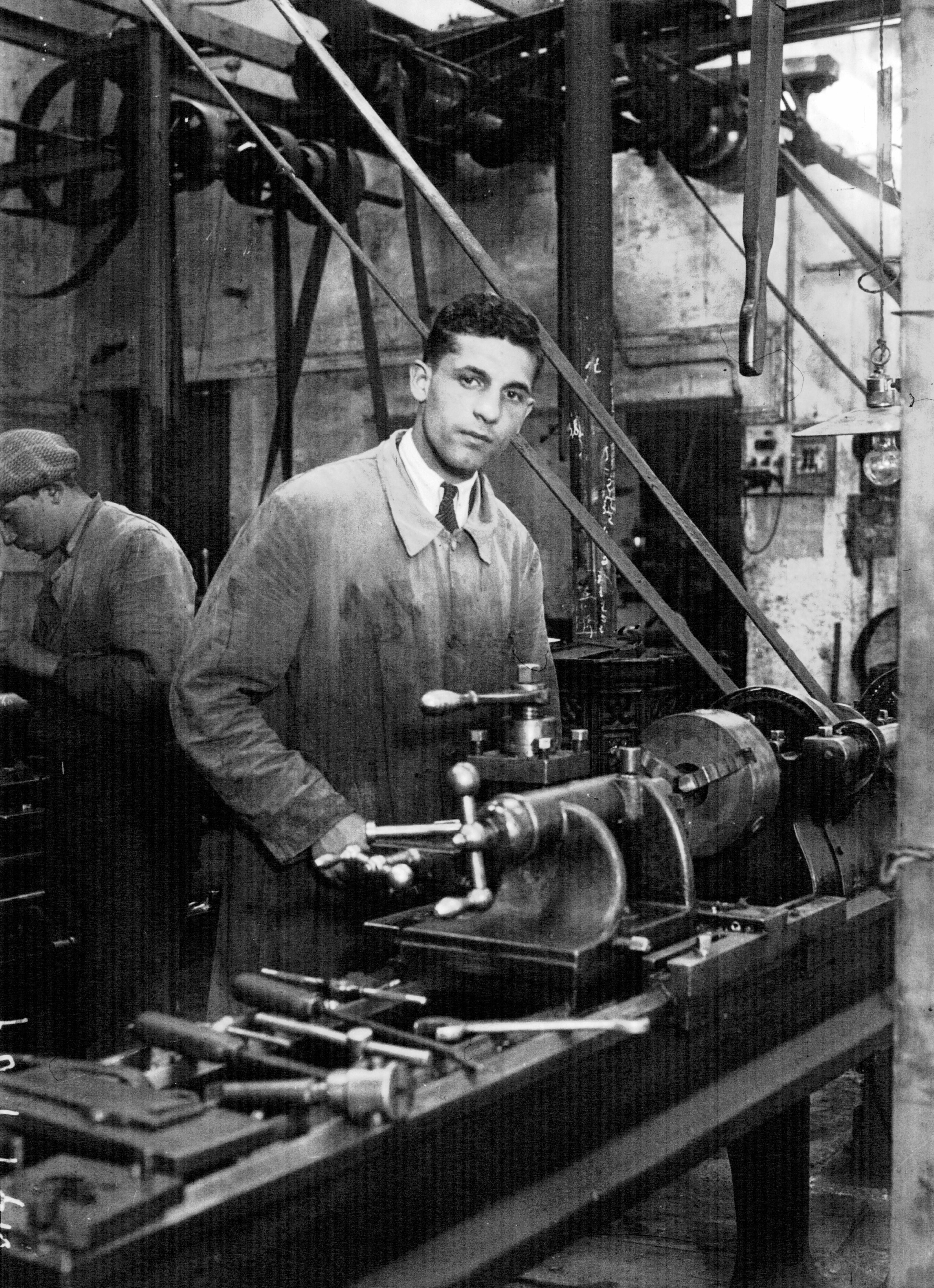
Séra Martin, ouvrier-mécanicien dans son atelier à Argenteuil en 1930.

Son club d'origine est un patronage paroissial, la Jeanne d'Arc de Levallois, affilié à la Fédération gymnastique et sportive des patronages de France (FGSPF) mais il fait carrière au Stade Français et est un grand ami de Jules Ladoumègue.
Il participe à la finale olympique du 800 m en 1928 à Amsterdam (6e) et en 1932 à Los Angeles (8e),
Champion de France du 800 m en 1927, 1928, 1929 et du 1 500 m en 1927, il établit un nouveau record du monde du 800 mètres le 14 juillet 1928 en 1 min 50 s 6, sur la piste cendrée du stade de Colombes, amené par son compatriote stadiste Laroche. Ce record du monde est amélioré en 1932 par le Britannique Tommy Hampson et le record de France en 1945 par Marcel Hansenne.
Il est également détenteur du record du monde du kilomètre en 1926, en 2 min 26 s 8, succédant ainsi à un autre français, Georges Baraton, et du record de France du 1 500 m en 3 min 58 s puis 3 min 54 s 6.
Il compte 19 sélections en équipe de France A, de 1925 à 1932.
Il prend sa retraite sportive à 26 ans. Il exerce la profession d'ouvrier-mécanicien.

## Décoration
- Commandeur de l'ordre du Mérite sportif (1960)[4]

## Palmarès

### International
| Date | Compétition     | Lieu        | Résultat | Épreuve | Performance  |
| ---- | --------------- | ----------- | -------- | ------- | ------------ |
| 1928 | Jeux olympiques | Amsterdam   | 6e       | 800 m   | 1 min 54 s 6 |
| 1932 | Jeux olympiques | Los Angeles | 8e       | 800 m   | 1 min 53 s 6 |

### National
- Championnats de France d'athlétisme[5] :
  - 800 m, vainqueur en 1927, 1928 et 1929 ;
  - 1 500 m, vainqueur en 1927.

## Records
| Épreuve | Performance  | Lieu | Date |
| ------- | ------------ | ---- | ---- |
| 800 m   | 1 min 50 s 6 |      | 1928 |
| 1 500 m | 3 min 54 s 6 |      | 1926 |
| Mile    | 4 min 18 s 4 |      | 1927 |